# Stary Rynek w Kole

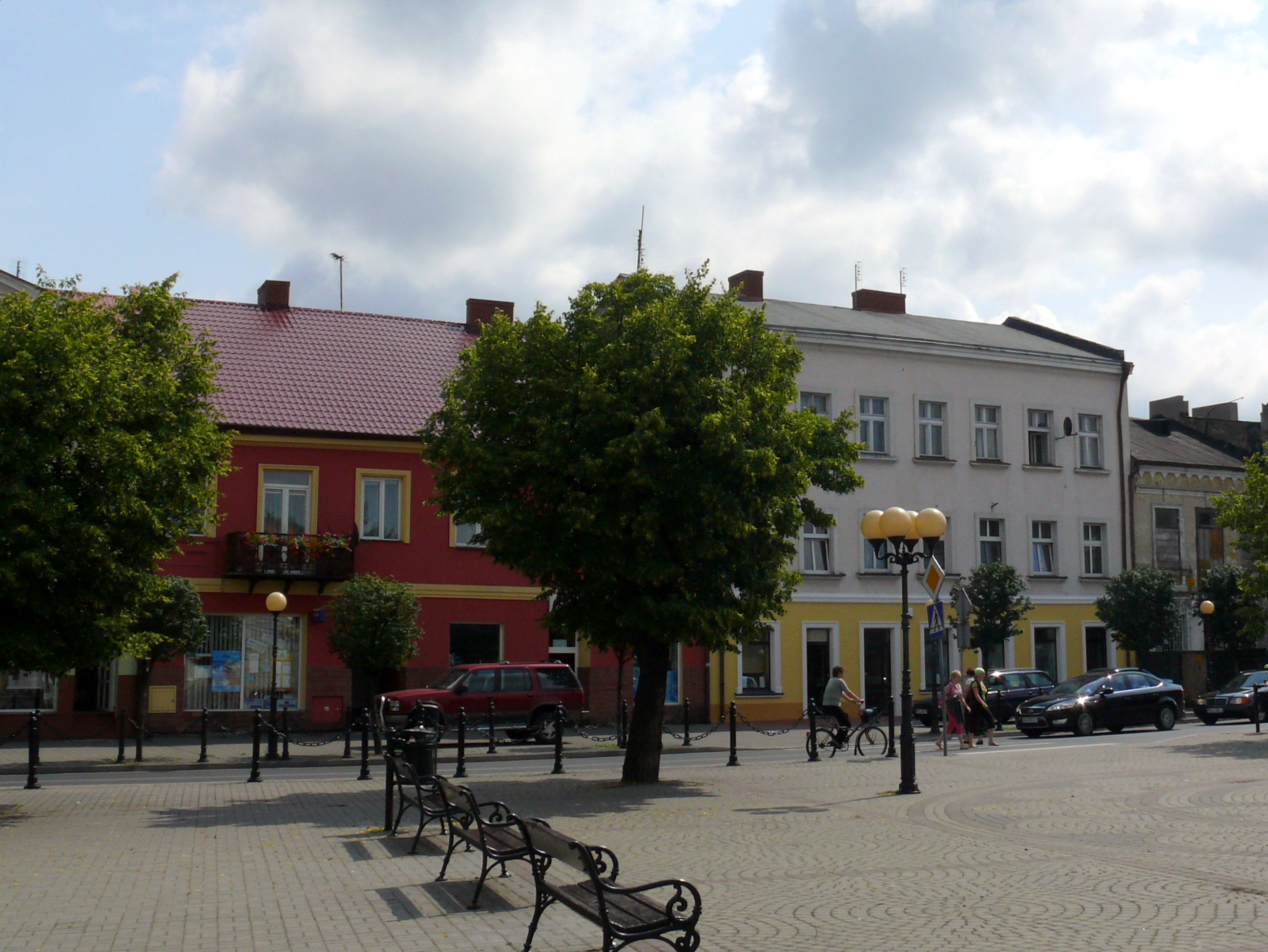
Wschodnia zabudowa Starego Rynku

Stary Rynek w Kole – najstarszy, centralny plac miasta o wymiarach 75 i 100 metrów. W jego centrum usytuowany jest ratusz z XVI wieku. Położony na terenie osiedla Stare Miasto.

## Rys historyczny
Prawdopodobnie już od uzyskania przez Koło praw miejskich w 1362 r. główny plac znajdował się w okolicach dzisiejszego Starego Rynku. Tutaj, co najmniej od 1390 r. stał drewniany dwór - siedziba wójtów kolskich. W pierwszej połowie XVI wieku w centralnym miejscu wybudowano monumentalny gmach ratusza z wysoką gotycką wieżą. Po 1830 r. budynek przebudowano w duchu klasycystycznym. 25 maja 1987 r. runęła wieża, znacznie niszcząc mury ratusza. Do 2008 r. trwała odbudowa.
Od 1824 r. – po regulacji Koła według planów Tomasza Karola Pelletiera ośrodkiem miasta stał się prostokątny plac o wymiarach 75 i 100 metrów. Z każdego narożnika wytyczona jest ulica. Główny szlak komunikacyjny przebiegał ulicami Warszawską i Kaliską (obecnie Starowarszawska i Mickiewicza). Od 1828 r., po wybudowaniu nowego mostu na głównym korycie rzeki Warty ulicami Kotlarską (obecnie Nowowarszawska) i Kaliską. Połączenie z zamkiem zapewniała prawdopodobnie ulica Grodzka.
Ze wschodniego narożnika Rynku prowadziły ulice Browarna i Cebrowa. W kierunku południowym - Kaliska i Farna. Z zachodniego wychodziły ulice Grodzka i Wschodnia, natomiast północnego ul. Warszawska i ul. Kotlarska. Historyk Münch zaliczył Koło do miast o tak zwanym turbinowym układzie ulic w stosunku do centralnego rynku.
Na przełomie XIX i XX wieku wybudowano kamienice otaczające Stary Rynek. Dwie z nich są wpisane do rejestru zabytków. Są to trzykondygnacyjne budynki o adresach: Stary Rynek 26 oraz Grodzka 2.
Do 1939 r. rynek nosił nazwę plac Józefa Piłsudskiego. W okresie okupacji niemieckiej zmieniono na Adolf-Hitler-Platz (w wolnym tłumaczeniu plac Adolfa Hitlera). W latach 50. XX wieku polskie władze przemianowały go na plac PZPR. W 1989 r. przywrócono historyczną nazwę.